# Казанчинский сельсовет (Бакалинский район)
Казанчинский сельсове́т — упразднённая в 2008 году административно-территориальная единица и сельское поселение (тип муниципального образования) в составе Бакалинского района. Объединен с сельским поселением Старокостеевский сельсовет.
Почтовый индекс — 452651. Код ОКАТО — 80207822000.

## Состав сельсовета
Село Казанчи, деревни Весёлая Поляна, Фёдоровка, Юрминка. Также в состав входил упразднённый посёлок Добронадеждино.

## История
В 1987 году из Казанчинского сельсовета выделен Староазмеевский с 4 н.п. (Указ Президиума ВС Башкирской АССР от 11.12.1987 N 6-2/478 «Об образовании Староазмеевского сельсовета Бакалинского района»).

 Президиум Верховного Совета Башкирской АССР постановляет:
1. Образовать в Бакалинском районе Староазмеевский сельсовет с административным центром в селе Старое Азмеево.
2. Включить в состав Староазмеевского сельсовета населенные пункты: поселок Галиуллинка, деревню Нарат-Чукур, села Николаевка и Старое Азмеево, исключив их из Казанчинского сельсовета Бакалинского района.

3. Установить границу Староазмеевского сельсовета согласно представленной схематической карте. 
Закон Республики Башкортостан от 19.11.2008 N 49-з «Об изменениях в административно-территориальном устройстве Республики Башкортостан в связи с объединением отдельных сельсоветов и передачей населённых пунктов», ст.1, п. 6) гласил:

 "Внести следующие изменения в административно-территориальное устройство Республики Башкортостан:
 д) объединить Старокостеевский и Казанчинский сельсоветы с сохранением наименования «Старокостеевский» с административным центром в селе Старокостеево.
Включить село Казанчи, деревни Весёлая Поляна, Фёдоровка, Юрминка Казанчинского сельсовета в состав Старокостеевского сельсовета.

Утвердить границы Старокостеевского сельсовета согласно представленной схематической карте.

Исключить из учётных данных Казанчинский сельсовет

## Географическое положение
На 2008 год граничил с муниципальными образованиями: Новоурсаевский сельсовет, Староазмеевский сельсовет («Закон Республики Башкортостан от 17.12.2004 N 126-з (ред. от 19.11.2008) „О границах, статусе и административных центрах муниципальных образований в Республике Башкортостан“»).